# Harlan Mathews
Harlan Mathews (ur. 17 stycznia 1927 w Walker County, zm. 9 maja 2014 w Nashville) – amerykański polityk związany z Partią Demokratyczną, który pełnił przez wiele lat różne wysokie funkcję w administracji stanu Tennessee, zanim nie został mianowany senatorem w 1993.
Urodzony w Sumiton (Walker County) w Alabamie uczęszczał do szkół publicznych w tym stanie. Ukończył studia na Jacksonville State College (Jacksonville, Alabama) w 1949, Uniwersytecie Vanderbilta w 1950 oraz wydział prawa uniwersytetu w Nashville w Tennessee (1962 – szkoła wieczorowa).
Karierę publiczną rozpoczął od wejścia w skład sztabu gubernatora Gordona Browninga (urzędował w latach 1949–1953), po czym kontynuował pracę, już na wyższym szczeblu, u jego następców: Franka G. Clementa (1953–1959) i Buforda Ellingtona (1959–1963).
Członkiem stanowej władzy wykonawczej został w 1961, kiedy mianowano go komisarzem finansów i administracji, w randze członka gabinetu. Po wyborze republikanina Winfielda Dunna w 1970 Mathews opuścił władze stanowe i podjął pracę w sektorze prywatnym na dwa lata.
W 1973 został legislacyjnym asystentem inspektora skarbu stanowego Billa Snodgrassa. W 1974 sam został wybrany przez legislaturę na skarbnika stanowego, kiedy jego poprzednik, Tom Wiseman, zrezygnował, aby kandydować w prawyborach demokratycznych na gubernatora (przegrał). Mathews był odpowiedzialnym za skarb stanu do 1987. Wtedy został mianowany zastępcą nowego gubernatora, Neda McWhertera (funkcja odmienna od wicegubernatora).
Sprawował funkcję zastępcy gubernatora do 1993, kiedy jeden z senatorskich foteli z Tennessee, zajmowany przez Ala Gore’a, został zwolniony, gdyż ten został wybrany wiceprezydentem w wyborach w 1992.
McWherter mianował nowym senatorem, do czasu wyborów przedterminowych, Mathewsa. Zgodnie odczytywano ten wybór, jako nagrodę dla wieloletniego funkcjonariusza stanowego aparatu władzy. Ponadto od początku było wiadomo, iż ten będzie tylko tymczasowym senatorem i nie będzie ubiegał się o własny wybór. Nie był związany z żadną konkretną frakcją w partii, co ułatwiło nominację.
Mathews był młodszym senatorem z Tennessee od 2 stycznia 1993 do 1 grudnia 1994. W tym czasie nie wyróżniał się niczym specjalnym. Popierał w pełni program prezydenta Billa Clintona.
Ponieważ nie ubiegał się o reelekcję, prawybory demokratyczne wygrał kongresmen Jim Cooper, który został pokonany dużą przewagą przez kandydata republikańskiego, prawnika i znanego aktora Freda Thompsona.
Po zakończeniu kadencji w Senacie Mathews odszedł całkowicie z polityki i pracował jako prawnik w Nashville.